# Industrie minière en république démocratique du Congo

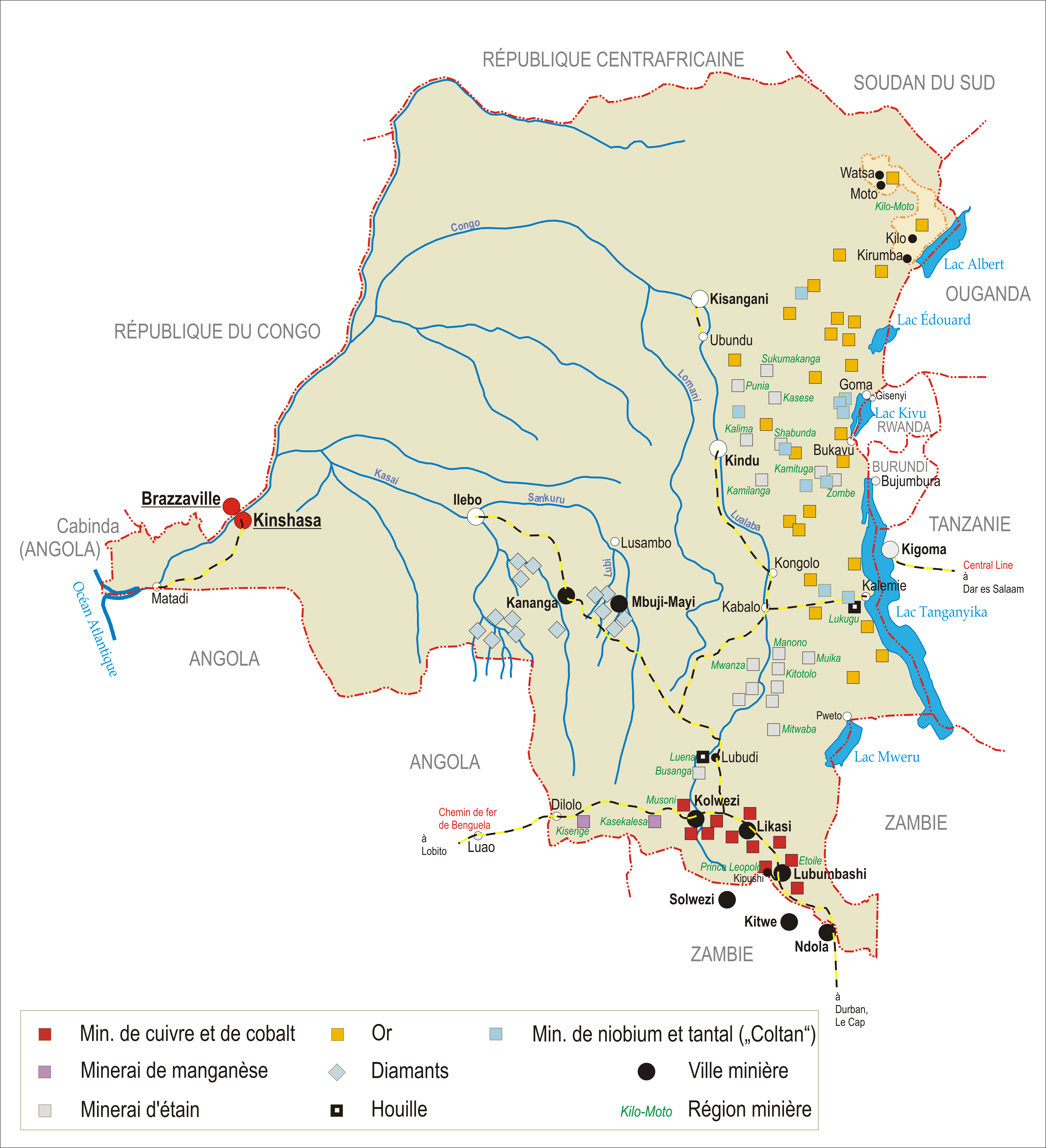
Carte générale de l'exploitation minière en république démocratique du Congo.

L'exploitation des ressources minières de la république démocratique du Congo a commencé il y a plus d'un siècle[Quand ?], et constitue une part significative de l'économie nationale de la RDC, bien que celle-ci soit essentiellement basée sur l'agriculture. En effet, le sous-sol de la république démocratique du Congo compte parmi les plus riches au monde au regard de la géologie et de la minéralogie.
La RDC possède des gisements d'une cinquantaine de minerais, mais seulement une douzaine d'eux est exploitée : le cuivre, le cobalt, l'argent, l'uranium (par Areva), le plomb, le zinc, le cadmium, le diamant, l’or, l’étain, le tantale, le tungstène, le manganèse et quelques métaux rares comme le coltan. La république démocratique du Congo extrait également de son sous-sol des diamants. Le pays possède la deuxième réserve mondiale en cuivre avec 10 % du total recensé sur la planète et surtout les plus importantes réserves de cobalt (près de 50 %).
Les ressources minières sont situées principalement dans l’est et dans le sud de la république démocratique du Congo, deux régions que se disputent les trois groupes rebelles au régime de Laurent-Désiré Kabila.
Étant donné cet avantage naturel, la défaillance de l'économie de la RDC est généralement attribuée à la « malédiction des ressources naturelles », qui décrit la difficulté rencontrée par certains pays ayant des ressources naturelles en abondance, à se développer économiquement.

## Historique

### Époque pré-coloniale
Les ressources minières au Congo étaient exploitées avant l’époque coloniale[réf. nécessaire]. Les habitants extrayaient et raffinaient le cuivre des mines de Boko-Songho, de Mindouli et le plomb provenant de la mine de plomb de M'Fouati jusqu'au début du XXe siècle.
Dans les années 1870, les explorateurs britannique Henry Morton Stanley et franco-italien Pierre Savorgnan de Brazza visitent successivement les exploitations minières et font connaitre leurs découvertes en Europe. Par la suite, les missions se succédèrent afin de déterminer les richesses en cuivre de la région.
Le 15 novembre 1884, à l'initiative du chancelier allemand Otto von Bismarck, quatorze pays se retrouvent à la conférence de Berlin pour le partage et la division de l’Afrique entre les puissances colonisatrices européennes. Léopold II, roi des Belges depuis 1865, jette son dévolu sur le Congo, dont les richesses en ivoire et en caoutchouc le fascinent.
En 1876 déjà, il réunit une conférence à Bruxelles afin d'organiser des expéditions dans cette partie de l'Afrique, et se voit attribuer, à titre personnel, la propriété de 2,5 millions de kilomètres carrés dans le Bassin du Congo.
L'exploitation intensive du territoire commence et la population locale doit notamment récolter par le travail forcé pour le compte du Domaine royal ou de compagnies privées du caoutchouc. À la fin du 19e siècle, on commence à découvrir les richesses minières du Congo et la population est soumise à une exploitation forcée de ces ressources à partir de 1885. De très nombreuses exactions (meurtres, mutilations, tortures…) furent commises, et la population décroit pendant cette période.

### Époque coloniale
Au début du 20e siècle, alors que le Congo est sujet à d'innombrables luttes d'influence, les excès de la colonisation — comme celles mentionnées dans le rapport Brazza — soulèvent un tel tollé en Europe qu'en 1908, Léopold II décide de faire don de sa colonie à l'État belge.
L'Union minière du Haut-Katanga est fondée à Bruxelles avec pour objectif d'exploiter les ressources minières du Congo. Étroitement liée aux élites politiques et économiques belges, l'Union est un véritable « État dans l'État » au pouvoir d'influence immense. Les principales ressources qu'exploite la compagnie à sa création sont le cuivre, le zinc, l'étain, le cobalt.
Dans les années 1920, l’UMHK est le troisième producteur mondial de cuivre, le premier producteur mondial de cobalt, et contrôle une part importante de la production mondiale d'étain et de zinc.
L'exploitation de l'uranium commence en 1921 avec la découverte de très importants gisements à Shinkolobwe dans la province de Katanga au sud-est du pays et la construction sur place d'une unité de raffinage. En 1926, l'Union minière du Haut-Katanga est en situation de monopole sur le marché mondial de l’uranium.
La crise de 1929 fait passer la production de l’UMHK de 139 000 tonnes en 1930 à 54 000 en 1932. Elle rebondit ensuite à 122 650 tonnes en 1939.
Pendant la Seconde Guerre mondiale, la mine de Shinkolobwe fournit l'uranium des bombes atomiques larguées sur Hiroshima et Nagasaki en août 1945.

### Depuis l'indépendance de la république démocratique du Congo
Le 30 juin 1960, le Congo devient indépendant de la Belgique. L'Union minière conserve son pouvoir pendant six ans, et soutient activement la sécession du Katanga menée par Moïse Tshombe.
En 1965, Mobutu, chef d'état major de l'armée, renverse par un coup d’État le président Joseph Kasavubu. Le Congo retrouve une certaine stabilité au prix d'un gouvernement autoritaire. Il devient le Zaïre.
Après les décrets de 1966, 1967 et 1969, les mines et les plantations sont nationalisées et l'Union minière du Haut Katanga devient Gécamines.
Mobutu se maintient au pouvoir pendant trente deux ans, jusqu'à la prise de pouvoir de Laurent-Désiré Kabila, à qui succède son fils Joseph Kabila quatre ans plus tard, qui restera à la présidence entre 2001 et 2018.

## Panorama actuel des ressources minières

### Les «métaux du numérique»
La RDC est un producteur stratégique de « métaux du numérique », utilisés notamment dans les téléphones et ordinateurs portables.

#### Le cobalt
Avec une production d’environ 90 000 tonnes en 2018, la RDC représente plus de la moitié de la production mondiale de cobalt (les autres États producteurs se situent dans une tranche de 3 000 à 8 000 tonnes). Le cobalt est le minerai le plus demandé au monde, étant essentiel dans la fabrication des batteries de nouvelle génération pour les smartphones et les voitures électriques. Le cobalt congolais est surtout vendu à la Chine, le seul pays à avoir les capacités industrielles pour le transformer en batteries.
La mine de Mutanda détenue à 50 % par Glencore, située dans la province de Katanga, au sud-est de la république démocratique du Congo, est la plus importante mine de cobalt au monde.

#### Le lithium
La république démocratique du Congo détient la septième plus importante réserve de lithium au monde (dans un classement dominé par des pays d'Amérique du Sud) avec des ressources estimées à près de trois millions de tonnes. À l'instar du cobalt, le lithium est un composant essentiel des batteries et véhicules, ordinateurs et téléphones portables.

#### Le coltan
Le coltan se trouve en grandes quantités en république démocratique du Congo dans la région du Kivu qui détient entre 60 et 80 % des réserves mondiales. Selon les données de la Chambre des mines, la RDC a produit en 2016 869 tonnes de coltan, en baisse de 12 % par rapport à 2015 (992 tonnes).

### Autres métaux précieux

#### L'or
Depuis le début des années 2010, l’exploration dans la filière aurifère, est en pleine expansion en RDC. En 2016, la production industrielle d'or dans le pays était de 22,6 tonnes. L’essentiel des gisements aurifères sont concentrés dans la partie orientale du pays, dans les provinces du Haut-Uélé la Lualaba, l’Ituri, le Sud-Kivu et le Maniema.
L’exploitation industrielle, réalisée par une quinzaine de sociétés, n’assure qu’une partie de la production nationale. Selon différents estimations, les orpailleurs, très nombreux, fourniraient entre 300 kg et 20 tonnes d'or par an,.
En septembre 2020, une mine d’or artisanale s’effondre à Kamituga à la suite d'une inondation causée par de fortes pluies, causant la mort d'au moins une cinquantaine de mineurs.
En août 2023, La société civile a soulevé les préoccupations concernant l'exportation de l'or artisanal congolais pour raffiner aux Émirats arabes unis de la région du Sud-Kivu, car le raffinage aux ÉAU interdit par le code minier.

#### Le cuivre
La RDC dispose d'importants gisements de cuivre, majoritairement concentrés dans la province de Katanga. Le projet de mine de cuivre de Kamoa, est présenté comme l’une des plus grandes sources de cuivre au monde. En mai 2015, Le groupe chinois Zijin Mining conclut un accord avec le canadien Ivanhoe Mines pour acquérir une participation de 49,5% dans Kamoa Holding, société qui détient à 95% le projet de cuivre Kamoa. Le montant de la transaction est de 412 millions $.
En décembre 2018, le groupe chinois Zhejiang Huayou Cobalt annonce un investissement de 147 millions de dollars dans la filière du cuivre en RDC.

### Autres minerais précieux

#### Les diamants
En 2014, la république démocratique du Congo était le principal producteur et exportateur de diamants dans le monde, avec 15,7 millions de diamants bruts en 2014. La RDC possède les deuxièmes plus importantes réserves de diamants au monde estimées 150 millions de tonnes, soit 20,5% du total mondial.
L'essentiel des mines de diamants en république démocratique du Congo est situé dans les provinces du Kasaï, du Kasai Central, du Lomami et du Sankuru. Ces mines sont exploitées par deux grandes sociétés : la Minière de Bakwanga, dont l’État est l’actionnaire majoritaire, et la Société sino-congolaise Sacim. La première est en banqueroute en 2020, tandis que la deuxième est en forte croissance.

#### L'uranium

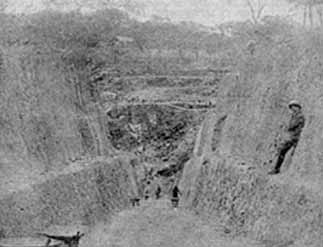
La mine de Shinkolobwe en 1925

La république démocratique du Congo a des réserves d’uranium essentiellement concentrées dans la mine de Shinkolobwe, dans la province de Katanga au sud-est du pays. Exploitée par l'Union minière du Haut Katanga, cette mine fournit l'uranium des bombes atomiques larguées sur Hiroshima et Nagasaki en août 1945, alors que le Congo était une colonie belge.
En 1958, les Belges construisent le Centre régional d'études nucléaires de Kinshasa (CREN-K), réacteur à usage scientifique et premier réacteur nucléaire installé en Afrique. Celui-ci est laissé à l'abandon depuis la fin des années 1990 en raison des deux guerres civiles congolaises.
Le 26 mars 2008, lors de la visite du président Nicolas Sarkozy, un accord est signé entre le Ministre congolais des Mines et la présidente du directoire d'Areva Anne Lauvergeon, lequel porte sur la recherche et l’exploitation de l’uranium sur le sol congolais.
En mars 2009, le gouvernement congolais signe avec le groupe nucléaire français Areva un accord donnant à cette société le monopole sur l’exploration et l’exploitation de l’uranium sur l'ensemble du territoire de république démocratique du Congo, dont le gisement de Shinkolobwe.

## Conséquences sur la RDC

### Conséquences économiques
La RDC est confrontée à la « malédiction des ressources naturelles », qui décrit la difficulté rencontrée par certains pays ayant des ressources naturelles en abondance, à se développer économiquement. Malgré ses recettes à l’exportation engendrées par l'exploitation de ses ressources, les trois quarts de la population de la RDC vivent avec moins de 1,9 dollar par jour. Selon l'analyste géopolitique Pascale Boniface, la RDC, particulièrement la région du Nord-Kivu, peut être qualifié de « scandale géologique » tellement ce pays devrait être riche au regard de ses ressources naturelles, alors qu'il a l'un des pires indice de développement humain du monde (179e au classement mondial).
La réglementation de l'industrie minière est pratiquement inexistante en RDC, et les institutions sont très faibles. Cela entraîne une corruption généralisée, de nombreuses fraudes, et des contrats léonins, très favorables aux multinationales étrangères.
Les mesures de restructuration et de libéralisation du secteur minier prises depuis 2004 n'ont rien donné[réf. nécessaire].

### Conséquences sociales
Les exploitations minières en RDC provoquent de nombreuses expropriations, et les travailleurs du secteurs exercent dans des mauvaises conditions. Les travailleurs, dont une part significative est composée d'enfants, creusent avec un équipement rudimentaire dans des tunnels dangereux avec un risque permanent d’effondrement et gagnent à peine assez pour se nourrir.
La production de cobalt fait travailler près de 200 000 mineurs, essentiellement clandestins, qui fournissent jusqu'à 40 % de la production mondiale de cobalt.

### Conséquences géopolitiques
En 1960, dans la foulée de l'indépendance du Congo, l'État du Katanga, particulièrement riche en ressources minières, fait sécession de la république démocratique du Congo avec l'appui de l'Union minière du Haut Katanga, entreprise belge qui voulait s'assurer de continuer d'exploiter les ressources de ce territoire après d'indépendance du Congo belge. La crise congolaise prend fin en 1965 grâce à une médiation des Nations Unies, et le Congo indépendant reste un pays unifié sous le nom de Zaïre.
Depuis 2004, le coltan est au cœur d’une guerre particulièrement sanglante en république démocratique du Congo, dont le bilan était de près de 6 millions de morts en 2017. Un rapport présenté par des experts à l’ONU en 2001 accuse les groupes armés d’extraire ce minerai illégalement et de transporter en contrebande le minerai de la région du Kivu, dont l'argent du trafic sert à financer et à prolonger la guerre, notamment par l’approvisionnement en armes, mais également à remplir les poches des uns et des autres. L’armée rwandaise, impliquée dans le conflit aurait retiré 250 millions de dollars de 1998 à 2000 du trafic illégal du coltan.
Depuis le début des années 2000, le secteur minier congolais est marqué par une offensive des entreprises chinoises.

### L'affaire Dan Gertler
L'homme d'affaires israélien Dan Gertler, installé en RDC depuis 1997, est l'un des principaux exportateurs de minerais congolais, notamment les diamants, le cuivre et le cobalt. Sa position s'explique par un monopole que lui aurait accordé l'ancien président Laurent Désiré Kabila, dans le cadre d'un accord incluant des contreparties financières et des livraisons d'armes d’Israël. Depuis lors, plusieurs ONG et gouvernements étrangers accusent Dan Gertler de pillage des ressources de la RDC, corruption, et complicité dans les crimes commis par les présidents congolais successifs Laurent Désiré et Joseph Kabila (fils du précédent), lors des deux guerres civiles congolaises.
En 2013, L’Africa Progress Panel indique que l’homme d’affaires a privé la république démocratique du Congo de 1,4 milliard de dollars de revenus en licences minières.

### Impacts environnementaux et sanitaires
Les exploitations minières engendrent de très nombreux problèmes de pollution, y compris radioactive, et de graves conséquences sanitaires sur les populations.
Les mines abandonnées et les activités minières constituent des sources importantes de métaux toxiques et de terres rares affectant les compartiments environnementaux. Des impacts environnementaux ont été observés tant au niveau des eaux de surface et souterraines, des sédiments, des sols, et sur la qualité de l’air ambiant en lien avec les différents problèmes sanitaires. Dans la cité frontalière de Kipushi à 30 km de la ville de Lubumbashi, la savane arborée a totalement disparu à certains endroits où se déversaient les résidus miniers d’une ancienne exploitation de la société minière publique congolaise, la Gécamines. Ces résidus miniers dans ces parcs à rejet de Kipushi sont connus pour avoir des fortes teneurs en métaux lourds.
Des études montrent que la pollution et la détérioration des cours d’eau vitaux les plus importants de la région du Katanga et du Kivu, sont principalement dus au rejet d’effluents industriels non traités ainsi qu’à l'exploitation minière et aux activités d’exploitation minière artisanale,.
De fortes concentrations de métaux traces ont été trouvés dans des urines des personnes vivant dans les mines dans les villes de Kolwezi et Lubumbashi par des chercheurs de l’université Ku Leuven en Belgique et de l’université de Lubumbashi en RD Congo,. Dans la ville de Lubumbashi qui regorge de plusieurs usines d’extraction du cuivre, l’atmosphère est souvent chargée en poussières ou en particules. Cette pollution atmosphérique est à l’origine d’une longue liste des maladies dont souffre la population : troubles métaboliques et respiratoires, sensations de brûlures aux yeux et à la gorge, tumeurs diverses, malformations congénitales, stérilité, etc.,
Le ministère de l’environnement et du développement de la RC Congo avait suspendu les activités d’exploitation d’or d’une entreprise chinoise impliquée dans la pollution d’un grand affluent du fleuve Congo, la rivière Aruwimi, aussi appelée la Loyale.